# أولاد عباس موسى (الشياضمة)
أولاد عباس موسى هو دُوَّار يقع بجماعة البريكيين، إقليم الرحامنة، جهة مراكش آسفي في المملكة المغربية. ينتمي الدوّار لمشيخة الشياضمة التي تضم 11 دوار. يقدر عدد سكانه بـ 583 نسمة حسب الإحصاء الرسمي للسكان والسكنى لسنة 2004.

## روابط خارجية
- البوابة الوطنية للجماعات الترابية
- المندوبية السامية للتخطيط